# Comuna de Kęsowo
Kęsowo (polaco: Gmina Kęsowo) é uma gminy (comuna) na Polónia, na voivodia de Cujávia-Pomerânia e no condado de Tucholski. A sede do condado é a cidade de Kęsowo.
De acordo com os censos de 2004, a comuna tem 4400 habitantes, com uma densidade 40,4 hab/km².

## Área
Estende-se por uma área de 108,82 km², incluindo:
- área agricola: 78%
- área florestal: 11%

## Demografia
Dados de 30 de Junho 2004:
|                      | Total   | Total | Mulheres | Mulheres | Homens  | Homens |
| -------------------- | ------- | ----- | -------- | -------- | ------- | ------ |
|                      | pessoas | %     | pessoas  | %        | pessoas | %      |
| População            | 4400    | 100   | 2157     | 49       | 2243    | 51     |
| Densidade (pop./km²) | 40,4    | 100   | 19,8     | 19,8     | 20,6    | 20,6   |

De acordo com dados de 2005, o rendimento médio per capita ascendia a 1954,11 zł.

## Comunas vizinhas
- Chojnice, Gostycyn, Kamień Krajeński, Sępólno Krajeńskie, Tuchola